# Mei Li Vos
Mei Li Vos (Eindhoven, 31 maart 1970) is een Nederlands politica, voormalig vakbondsbestuurder en columniste. Van 2007 tot 2010 en van 2012 tot 2017 was zij namens de Partij van de Arbeid (PvdA) lid van de Tweede Kamer der Staten-Generaal. Bij de Eerste Kamerverkiezingen 2019 en 2023 was zij lijsttrekker van haar partij. Sinds 11 juni 2019 is Vos lid van de Eerste Kamer der Staten-Generaal, tevens is zij er sinds 13 juni 2023 vice-fractieleider namens GroenLinks-PvdA.

## Jeugd en opleiding
Vos werd geboren in een gezin met vijf broers; haar Chinees-Indische moeder had een eigen uitgeverij, haar Nederlandse vader had een boekhandel. Vos studeerde politicologie aan de Universiteit van Amsterdam. Op 20 juni 2001 promoveerde ze aan deze universiteit. 

## Loopbaan

### Loopbaan voor de politiek
Vanaf 2004 tot 2006 was ze werkzaam als communicatiemedewerker bij het Ministerie van Algemene Zaken. In de zomer van 2005 was ze een van de oprichters van het Alternatief voor Vakbond (AVV). Deze vakorganisatie ontstond uit ergernis over de FNV die vervallen zou zijn tot een organisatie voor niet-werkenden en ouderen en vooral het belang van 55-plussers zou dienen. Vos werd tevens voorzitter van de nieuwe vakorganisatie. Daarnaast schreef zij columns voor het blad Vrij Nederland en kortstondig ook voor de Volkskrant Banen, een gratis vacatureblad van de Volkskrant.

### Politieke carrière
Bij de Tweede Kamerverkiezingen van 22 november 2006 stond zij op plek 38 op de kandidatenlijst van de Partij van de Arbeid. Door het zetelverlies van de PvdA kwam Vos echter niet direct in de Kamer. Na het vertrek van een aantal Kamerleden van haar partij naar het kabinet-Balkenende IV werd Vos op 1 maart 2007 alsnog beëdigd. Mei Li Vos was van 2007 tot 2011 lid van de Raad van Commissarissen van het publieke multiculturele radiostation FunX BV (dat in handen is van de vier publieke lokale omroepen uit Amsterdam, Rotterdam, Den Haag en Utrecht). Sinds 2013 is Vos voorzitter van het klassieke muziekfestival Wonderfeel.
In 2008 speelde ze in de Nederlandse speelfilm Vox populi van Eddy Terstall de rol van 'Linda'.
Op de PvdA-kandidatenlijst voor de Tweede Kamerverkiezingen van 9 juni 2010 stond Vos, net als in 2006, op de 38ste plaats. Zij probeerde nog op basis van voorkeurstemmen in de Tweede Kamer gekozen te worden, maar slaagde daar met 10.200 stemmen niet in. Van 2010 tot 2012 werkte ze voor het groengasbedrijf OrangeGas als directeur Publieke Zaken. Voor de Tweede Kamerverkiezingen 2012 stond ze op de 20ste plaats op de kandidatenlijst. Dit was hoog genoeg om gekozen te worden.
Op 19 december 2013 werd Vos geïnstalleerd als ondervoorzitter van de parlementaire enquêtecommissie Fyra. In de Tweede Kamer voerde ze het woord over zzp'ers, MKB beleid, wetenschap en innovatie en het kansspelbeleid. In april 2015 leverde ze een bijdrage aan een manifest van partijleden dat het beleid van het zittende VVD-PvdA kabinet hekelde.
Voor de Tweede Kamerverkiezingen 2017 stond ze op 32ste plaats op de kandidatenlijst. Ze haalde echter onvoldoende voorkeursstemmen voor een zetel in de sterk gekrompen PvdA-fractie.
Bij de Eerste Kamerverkiezingen van 2019 was ze lijsttrekker van de PvdA, nadat ze in een interne verkiezing meer stemmen kreeg dan Ruud Koole, Esther-Mirjam Sent en Jeroen Recourt. Na de installatie van de senaat was ze vier jaar lang fractievoorzitter. In 2020 gaf ze aan dat ze deze functie niet meer kon combineren met het vice-voorzitterschap van Alternatief voor Vakbond, mede na ophef over de onafhankelijkheid van de vakbond, waarop ze aangaf dit vice-voorzitterschap te willen opgeven. In 2022 stemden Vos en de fractie van de PvdA in de Eerste Kamer voor het CETA-handelsverdrag met Canada, waardoor de Nederlandse ratificatie nipt werd goedgekeurd. De fractie in de Tweede Kamer had eerder tegen het verdrag gestemd. Sinds de fracties van PvdA en GroenLinks zijn samengevoegd na de Eerste Kamerverkiezingen van 2023 is ze vice-fractievoorzitter. Vos verloor op 27 juni 2023 de verkiezing voor het Voorzitterschap van de Eerste Kamer van zittend voorzitter Jan Anthonie Bruijn. Op 4 juli 2023 werd ze verkozen tot eerste Ondervoorzitter van de Eerste Kamer.
Vos is sinds begin 2023 voorzitter van de Raad van Toezicht van het Literatuurmuseum.

## Publicaties
- International cooperation between politics and practice: how Dutch Indonesian cooperation changed remarkably little after a diplomatic rupture (dissertatie, 2001)
- De informatiesamenleving, bijvoorbeeld: hoe ICT inwerkt op de samenleving (2002) (samen met Rick van der Ploeg)
- De digitale kloof wordt dieper: van ongelijkheid in bezit naar ongelijkheid in vaardigheden en gebruik van ICT (2003) (samen met prof. J.A.G.M. van Dijk)
- Empowerment: over laten en doen (2004)
- Het arbeidersparadijs (2006), uitgeverij Prometheus, ISBN 90-446-0889-4
- Politiek voor de leek (2011), uitgeverij Prometheus, ISBN 90-446-1737-0